# Six Days of the Condor
Six Days of the Condor (en español: Los seis días del cóndor) es una novela de suspenso del autor estadounidense James Grady, publicada por primera vez en 1974 por la editorial W.W. Norton. La historia, ambientada en un contemporáneo Washington D. C., es un drama de suspenso y difiere considerablemente de su versión cinematográfica de 1975, Three Days of the Condor. Esta novela tuvo una secuela publicada en 1978, titulada Shadow of the Condor, y luego dos secuelas más publicadas en 2015, tituladas Next Day of the Condor y Last Days of the Condor.

## Trama
Ronald Malcolm es un empleado de la CIA que trabaja en una oficina de operaciones clandestinas en Washington D. C. analizando las tramas de novelas de misterio y espías. Un día, cuando debería estar en la oficina, Malcolm se dirige hacia la entrada del sótano para almorzar. En su ausencia, un grupo de hombres armados entra a la oficina y matan a todos allí. Malcolm regresa, se da cuenta de que está en grave peligro y llama por teléfono al número de una sede de la CIA que le han dado para emergencias.
Cuando llama, da su nombre en clave "Cóndor" y se le pide que se reúna con un agente llamado Weatherby que lo "traerá" para protección. Sin embargo, Weatherby es parte de un grupo rebelde dentro de la CIA que realiza actividades ilegales, el mismo grupo responsable de asesinar a los compañeros de trabajo de Malcolm. Weatherby intenta matar a Malcolm, pero éste logra escapar. Mientras huye, Malcolm usa su ingenio para eludir tanto al grupo rebelde dentro de la CIA como a la propia CIA, los cuales tienen un interés personal en su captura.
Buscando refugio, Malcolm secuestra a una asistente legal llamada Wendy Ross, a la que Malcolm le dice que ambos pasarán sus próximos días escondidos en el apartamento de ella. Sabiendo que nadie notará la ausencia de Wendy, Malcolm solicita su ayuda para descubrir más sobre las fuerzas que lo persiguen. Ella recibe un disparo que la deja gravemente herida, pero sobrevive.
Luego se revela que el grupo rebelde estaba usando la sección de la CIA donde Malcolm trabajaba para importar drogas ilegales desde Laos. Un supervisor se topó con una discrepancia en los registros que exponen esta operación, por lo que fue necesario eliminar a todas las personas en esta sección.

## Adaptaciones
- En 1975, Sydney Pollack dirigió la película Three Days of the Condor, el guion fue adaptado por David Rayfiel y Lorenzo Semple.
- En 2018, el canal Audience de la cadena AT&T transmitió una serie de televisión titulada Condor, la cual está basada en una mezcla entre la novela y la película. Max Irons interpreta el papel principal como Joe Turner / Cóndor.[1]